# Mychajło Zachidnyj
Mychajło Zachidnyj (ur. 1885, zm. 1937) – ukraiński działacz społeczny, adwokat, poseł na Sejm II kadencji.
W 1927 został zastępcą przewodniczącego Ukraińskiej Partii Pracy, i z jej ramienia został wybrany do Sejmu.